# Susan Benesch
Susan Benesch (Nueva York, 1964) es una periodista y lingüista estadounidense conocida por fundar el Dangerous Speech Project. Benesch es una defensora de la libertad de expresión y recomienda el uso de contradiscurso en lugar de la censura para deslegitimar el discurso dañino.

## Biografía

### Primeros años
Nació en 1964 en Nueva York. Ella es de ascendencia checa por parte de su padre y su familia fue descrita como de "clase media alta". Benesch se describió a sí misma como descendiente de "inmigrantes, refugiados y personas que fueron asesinadas porque a otras personas se les había enseñado a odiarlos".
Después de graduarse de la Universidad de Columbia, trabajó en periodismo, incluso como redactora del Miami Herald en Haití y corresponsal del St. Petersburg Times en América Latina. Ella habla español con fluidez. Obtuvo un doctorado en derecho en la Universidad Yale en 2001 y una maestría en derecho del Centro de Derecho de la Universidad de Georgetown en 2008.

### Carrera
Trabajó para las ONG Amnistía Internacional y Human Rights First, y actualmente es profesora asociada del Berkman Klein Center for Internet & Society de la Universidad de Harvard. También es profesora titular en la Universidad Americana.
Fundó el Dangerous Speech Project en 2010 con una subvención de la Fundación MacArthur.

## Puntos de vista
Al regular el "discurso peligroso", Benesch busca minimizar el daño a la libertad de expresión y aboga por el uso del contradiscurso en lugar de la censura. Contradiscurso significa responder al discurso de odio con empatía y desafiar las narrativas de odio, en lugar de responder con más discurso de odio dirigido en la dirección opuesta. Según Benesch, es más probable que el contradiscurso conduzca a la desradicalización y a la resolución pacífica del conflicto. El contradiscurso, que busca deslegitimar en lugar de reprimir el discurso dañino, a menudo puede incorporar humor. Por el contrario, cree que la censura es ineficaz para detener las narrativas de odio. Por ejemplo, un político sudafricano fue condenado por incitación al odio por cantar la canción Dubul' ibhunu (Dispara al boer), pero sus seguidores cantaron la canción poco después de la condena. Es una crítica del expresidente de Estados Unidos, Donald Trump, y dice que opera en un área gris de "discurso peligroso", como cuando sugirió que sus partidarios deberían usar la Segunda Enmienda contra Hillary Clinton. Ella describe a Trump como "socavando el grado en que sus partidarios confían en las instituciones y prácticas esenciales de la democracia estadounidense", lo que considera "profundamente irresponsable".

## Publicaciones
- Benesch, Susan (2008). «Vile Crime or Inalienable Right: Defining Incitement to Genocide». Virginia Journal of International Law (en inglés) 48 (3).
- Benesch, Susan (2013). «The Ghost of Causation in International Speech Crime Cases».  En Dojcinovic, Predrag, ed. Propaganda, War Crimes Trials and International Law: From Speakers' Corner to War Crimes (en inglés). Routledge. ISBN 978-1-136-58840-2.

## Otras lecturas
- Seetharaman, Deepa (15 de marzo de 2020). «Jack Dorsey's Push to Clean Up Twitter Stalls, Researchers Say». Wall Street Journal.
- Itkowitz, Colby (19 de noviembre de 2018). «An expert on 'dangerous speech' explains how Trump's rhetoric and the recent spate of violence are and aren't linked». Washington Post (en inglés).